# Pyrausta peyrieralis
Pyrausta peyrieralis là một loài bướm đêm trong họ Crambidae.